# Protestele de la Chișinău din 2002
Protestele de la Chișinău din iarna-primăvara anului 2002 au izbucnit ca urmare a deciziilor controversate ale guvernării comuniste din Republica Moldova cu privire la sprijinirea moldovenismului, limbii moldovenești, introducerea cursului de Istorie a Moldovei, în detrimentul Istoriei Românilor și includerea limbii ruse ca obiect de studiu în școli. Acțiunile de protest au fost inițiate de grupul parlamentar al Partidului Popular Creștin Democrat.
Protestele au fost susținute și de peste 150 de ziariști care semnaseră o declarație prin care s-au solidarizat cu demonstranții, condamnând cenzura și manipularea informației practicată de autorități la radioteleviziunea de stat.